# Sant Estève de Tinèa
Sant Estève de Tinèa (en francès Saint-Étienne-de-Tinée) és un municipi francès situat al departament dels Alps Marítims i a la regió de Provença – Alps – Costa Blava.

## Demografia
| 1962                                       | 1968  | 1975  | 1982  | 1990  | 1999  | 2006  |
| ------------------------------------------ | ----- | ----- | ----- | ----- | ----- | ----- |
| 1.505                                      | 1.549 | 1.700 | 1.780 | 1.783 | 1.528 | 1.323 |
| Des de 1962: població sense dobles comptes |       |       |       |       |       |       |

## Administració
| Període   | Identitat          | Partit |
| --------- | ------------------ | ------ |
| 1989-1995 | Jean-Marie Borelli | RPR    |
| 1995-2001 | Adrien Lotto       |        |
| 2001-2005 | Pierre Brun        |        |
| 2005-2008 | Georges Brun       |        |
| 2008-     | Thérèse Fabron     |        |